# Samum (Schiff)
Die Samum (russisch Самум) ist eine Korvette des Projekt 1239 (Bora-Klasse) in Katamaranbauweise der russischen Marine, die seit 2000 in Dienst steht.

## Bau und Nutzung
Die spätere Samum wurde als MRK-17 im September 1991 auf Kiel gelegt. Am 19. März 1992 wurde das Schiff in Samum umbenannt. Der Stapellauf fand am 12. Oktober 1992 statt und das Schiff wurde am 26. Februar 2000 von der Baltischen Flotte in Dienst gestellt. Am 25. Juli 2002 wechselte die Unterstellung der Samum zur Schwarzmeerflotte.
Ukrainische Stellen meldeten, dass die Samsum am 14. September 2023 während des Russisch-Ukrainischen Krieges in der Bucht von Sewastopol durch den Angriff einer See-Drohne am Heck beschädigt worden sei. Russische Stellen behaupteten demgegenüber, dass der Drohnenangriff abgewehrt worden sei. Unbestätigte Bilder in sozialen Medien zeigten das Abschleppen des Schiffes.

### Schiffskennung
| Datum | Schiffskennung |
| ----- | -------------- |
| 1989  | 609            |
| 1990  | 615            |